# Marciano Capella
Marciano Capela (lat. Martianus Min(n)e(i)us Felix Capella) fue un escritor enciclopédico y retórico romano de lengua latina del siglo V, autor de Las nupcias de Mercurio con Filología o De Nuptiis.

## Biografía
Se desconoce casi todo sobre este autor, salvo aquello de lo que sus obras ofrecen datos o indicios, de todas formas bastante imprecisos. Según Casiodoro, Capella nació en Madaura, en la provincia romana de África (hoy Souk Ahras, Argelia). Parece haber ejercido como abogado en Cartago. Gregorio de Tours lo tenía por cristiano, pero un examen de su obra indicaría según algunos autores que fue un filopagano de la llamada «reacción pagana» del siglo V, adepto a un neoplatonismo  que no rechazaba las prácticas neopitagóricas. Escribió en Cartago la enciclopedia alegórica en nueve libros De nuptiis Philologiae et Mercurii (Sobre las bodas de Mercurio y Filología), redactada según unos entre 410 y 439 y según otros en torno al año 480; adoptó para ello la forma de sátira menipea, mezcla de prosa y verso, y en ella trata ante todo de las artes liberales, esbozando ya una división de estas en Trivium y Quadrivium que tendrá gran fortuna en la Edad Media.
Capella escribió probablemente en Cartago, según lo indican a la vez: (1) los manuscritos (con el adjetivo Afer Carthaginensis que acompaña el nombre del autor en los títulos), y (2) el texto mismo. En los últimos versos de la obra que, como era costumbre, servían de firma y caracterización del autor, Marciano pone su propio retrato en boca de Satura (alegoría del género literario de la sátira menipea) «tú que creciste en la feliz ciudad de Elisa» (Dido de Tiro, la reina mítica de Cartago). Pareciera que la idea según la cual Marciano habría nacido en Madaura, y se hubiera instalado posteriormente en Cartago es un error que se debe a Hugo Grocio quien en la introducción a su edición de 1599, lo identifica como el Madaurensis que menciona Casiodoro y que en realidad hacía referencia a Apuleyo.
Respecto a su profesión, el mismo poema final de las Nupcias nos informa, a través del retrato que hace de él Satura, que Marciano era un abogado poco exitoso que «revierte sus ladridos de perro en sus procesos», incapaz de sacar provecho ni aun de las quejas contra sus propios vecinos (unos vaqueros), y que «a causa del cansancio es si a penas se mantiene despierto». La hipótesis según la cual habría sido procónsul de Cartago no parece tener más sustento que la lectura de un verso dudoso.
Tradicionalmente las descripciones de Roma y Cartago que se hallan en su obra, han permitido datar la redacción de las Nupcias entre 410 y 439. En efecto, en el libro VI la evocación de la grandeza pasada de Roma (VI, 637) y de la grandeza presente de Cartago (VI, 669), han llevado a pensar que escribió durante el período que va entre la caída de Roma en 410 (a manos de Alarico) y de la invasión en 439 de Cartago por los vándalos. Aunque estudios recientes hacen hincapié en el período de prosperidad relativa que logró Cartago bajo los vándalos (circa 480), y amplía las fechas posibles para la redacción de las Nupcias a todo el siglo V.  
La religión de Marciano Capella es otro aspecto sobre el que se discute. El hecho de que Gregorio de Tours (Historia de los francos, X) lo llame Martianus noster (nuestro Marciano) ha llevado a afirmar que era católico. Aunque detalles del texto parecen remitir a lo que Pierre de Labriolle llama «la reacción pagana», bajo la forma de un neoplatonismo con tendencias al misticismo y a las prácticas teúrgicas y mágicas (del mismo tipo que se encuentra en Jámblico), dónde el ascenso de Filología de la tierra a la Vía Láctea (II) reproduciría las etapas de iniciación en las religiones de misterios. El interés de Marciano por la etrusca disciplina parece validar esta hipótesis: el regreso a la antigua religión etrusca constituiría un tipo de resistencia ante el cristianismo.
Pero esta hipótesis tiene el defecto de pasar por alto el rol de la sátira menipea (cuya alegoría, Satura, sirve de guía a cappella) que relativiza la seriedad de lo que se escribe, y de olvidar que a este género literario pertenecen dos obras con motivos semejantes a De Nuptiis. Se trata de: (1) la Apoteosis del emperador en calabaza, una obra de Séneca que trata de la apoteosis o divinización de un mortal (el emperador Claudio); y (2) el Viaje verdadero de Luciano de Samósata, que con el pretexto de un viaje al cielo pasa revista a las diferentes escuelas filosóficas de su época, poniendo en ridículo a sus partidarios, y que aunque Marciano no leyó en griego, no podía sino conocer. Contra la hipótesis de que Marciano Capela fuera parte de la «reacción pagana», habla también el susodicho adjetivo «nuestro» (Martianus noster), que era una apelación de reconocimiento entre autores católicos y, finalmente, el hecho de que acaso Gregorio de Tours estaba mejor informado que los historiadores posteriores.

## Las nupcias de Mercurio con FilologíaoDe Nuptiis
Esta obra pasó a conformar durante el alto Medioevo latino, la principal enciclopedia antigua y pagana conocida, brindó también la personificación de las siete artes liberales.

### Contenido

#### Libro I
Tras la aparición de la divinidad alegórica Satura, que representa la mezcla temática y formal característica del género de la sátira menipea, Mercurio, dios de la ciencia, y piensa en un principio en la ninfa Sofía, luego en Mántica, y en Psique, mas las descarta por diversas razones. Finalmente Apolo lo convence para que despose a Filología, una mortal que pasa, sin embargo, sus noches en vela a estudiar, y cuya curiosidad es insaciable. Júpiter acepta a condición de que Filología reciba antes la apoteosis.

#### Libro II
El libro II representa a esta apoteosis. Filología empieza por vomitar todos los libros que la oprimían (el peso de las ciencia, etc.), luego toma el brebaje compuesto por Apoteosis y sube a la litera que la conducirá a través de las siete esferas celestes (que forman una escala musical, según la teoría pitagórica, y que recuperan los neoplatónicos en su teoría de la armonía de las esferas) hasta la asamblea de los dioses. Una vez ante los dioses, Mercurio le da siete damas de honor, representante cada una de un arte.
Con el libro II termina la parte «relato» del libro (“Nunc ergo mythos terminator”, Nupcias, II, 220), y los siete libros siguientes van a presentar el contenido de cada una de las artes, expuesto por su representante en la forma de alegoría. Los siete libros comparten la misma estructura: (1) presentación en unos 40 versos, seguido por (2) el desarrollo técnico y en prosa del arte cuya alegoría trata ese libro (en 20 a 30 páginas).

#### Libro III
El libro III se ocupa de la Gramática (cuyo nombre griego es Γραμματική, mientras su antiguo nombre en latín es Litteratura). Es una mujer pasada en años que ha conservado cierto encanto, originaria de Egipto, vivió en Grecia y finalmente en Roma. Su atributo es una caja con pluma y tintero, instrumentos necesarios para enseñarles la gramática a los niños, puesto que la gramática se aprende escribiendo.

#### Libro IV
La Dialéctica de ojos vivos que están siempre en movimiento, trae un peinado sofisticado y, en la mano izquierda a manera de atributo, una serpiente enroscada. En la mano derecha, en cambio, sostiene una tablilla de cera (los pizarrones de entonces) con fórmulas inscritas en rojo y que alertan al público de los subterfugios que tiende la dialéctica. En efecto, aunque su lenguaje es incomprensible para la mayoría, se presenta como la única capaz de discernir lo falso de lo verdadero. Para demostrar lo cual, empieza Dialéctica por definir un cierto número de términos (genérico, accidente, propiedad, equivoco, unívoco, metáfora, etc.); luego hace el elogio del silogismo y culmina su explicación con un cuadro en que presenta las proposiciones que son al mismo tiempo falsas y verdaderas. Pero la interrumpen y le piden dejé de abusar de los sofismas y de su público.

#### Libro V

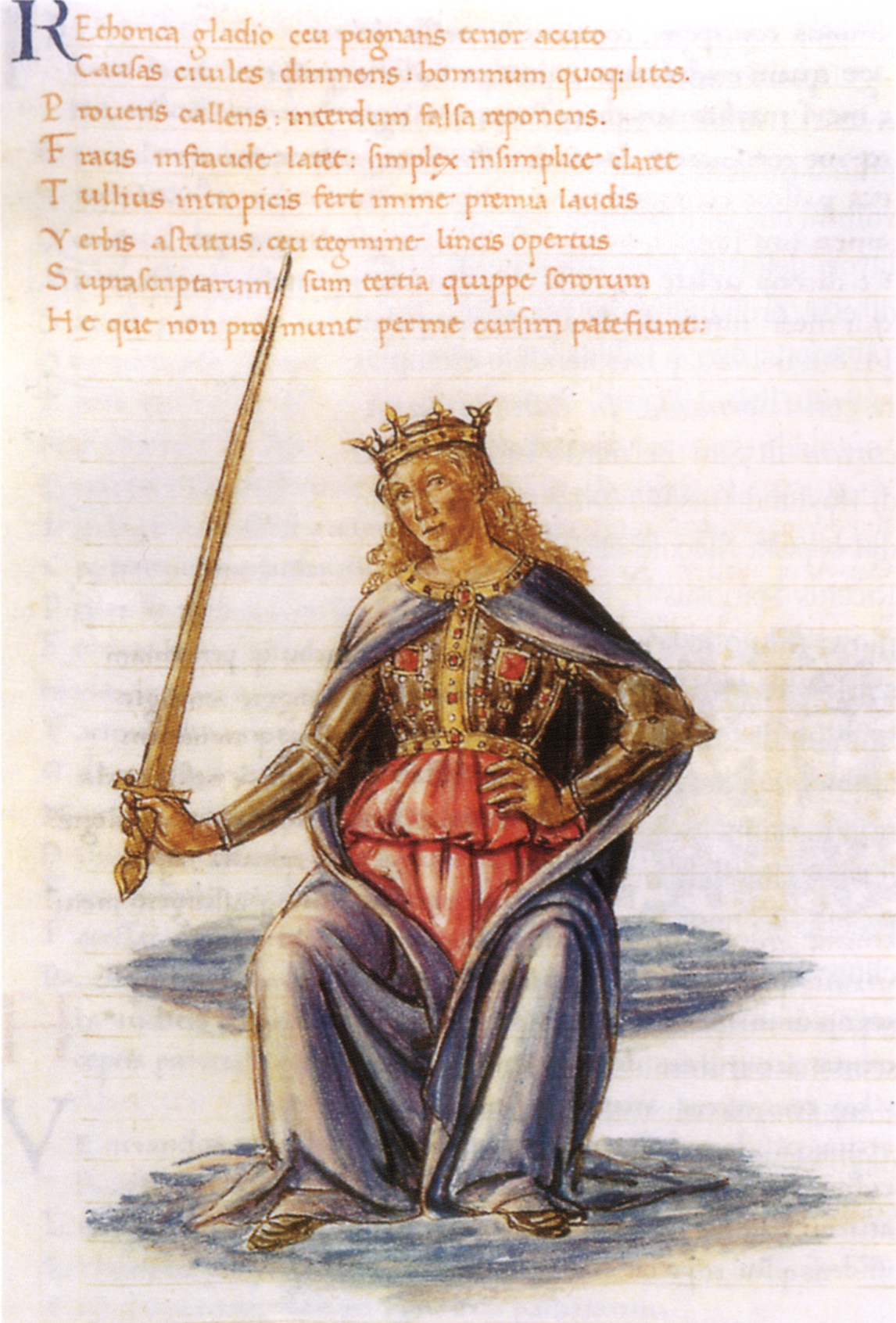
Gherardo di Giovanni del Fora, la Retórica (De Nuptiis)

Retórica entra al son de las trompetas. Es una mujer imponente y de una belleza extraordinaria, trae un cinturón incrustado de joyas que evoca lo florido de la retórica. Se rumorea que tiene la capacidad de conmover a su público, y llevarlo de argumento en argumento hasta donde ella quiera, tanto en el senado como en los tribunales. Aparece acompañada de Demóstenes y de Cicerón, y expone los aspectos principales de su arte: 1) la búsqueda de argumentos; 2) la organización de los argumentos; 3) la elocución o elección de las palabras; 4) la memorización; 5) la manera de hablar adaptando la voz y el gesto en función del efecto que se busca producir. Tras mencionar los errores a evitar, tales como hiatos y asonancias entre otros, Retórica procede a explicar los tropos y las figuras literarias. Junto con la gramática y la dialéctica, estos tres libros conforman el Trivium, uno de los pilares del sistema educativo durante todo el Medioevo.

#### Libro VI
Los libros VI a IX retoman las cuatro ciencias matemáticas que Boecio posteriormente denominaría Quadrivium. Es significativo que Marciano Capela designe a estas cuatro ciencias como «artes griegas» y se excuse de presentarlas en latín.
A Geometría se le representa con globo celeste en sus manos. Para este libro casi enteramente consagrado a la geografía, las fuentes fueron Plinio el Viejo, y Julio Solino.

#### Libro VII

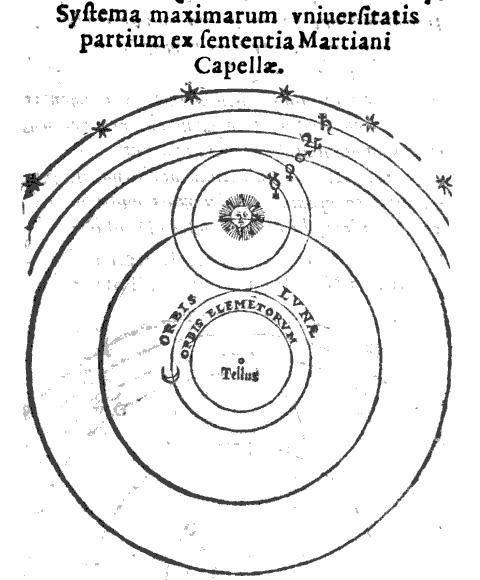
Representación del modelo astronómico geo-heliocéntico de Capela (por Naboth-1573).

Aritmética aparece haciendo cuentas, cuando ve a Júpiter lo saluda con el número que totalizan las letras de su nombre en griego, Zeus (cada letra correspondía a un número: alfa=1, beta=2, gamma=3...) y continúa con la aritmología o estudio de las propiedades mágicas de los números. La aritmética la presenta Marciano conforme a los Elementos de Euclides, y es una de las secciones más desarrolladas de la obra. El autor, sin embargo, se limita a los aspectos prácticos absteniéndose de abordar las teorías presentes en las obras de Nicómaco de Gerasa o del mismo Euclides.

#### Libro VIII
Astronomía se presenta como siendo originaria de Egipto y rinde homenaje a las obras de Eratóstenes, Ptolomeo e Hiparco, inaccesibles a los contemporáneos de Marciano Capella que no hablaban griego.  Un ejemplo del valor de referencia de estas obras, sin consulta directa, la constituye el dato de la circunferencia de la Tierra que siguiendo a Eratóstenes es de 252 000 estadios, pero cuyo método de obtención Marciano no describe. Este libro es considerado el tratado de astronomía más completo hasta el siglo XII, y será también el más popular durante todo el Medioevo. En efecto, el autor asume la postura antológica respecto a la astronomía de su época, y no duda en recopilar las teorías existentes a pesar de ser opuestas. El ejemplo más notorio es su presentación de la concepción geo-heliocéntrica de Heráclides Póntico (según la cual Mercurio y Venus giran alrededor del Sol, mientras la Tierra permanece estacionaria), que codea en la obra al geocentrismo de Ptolomeo, ambas teorías son descritas sin que el autor tome partido. Copérnico hará referencia al fragmento geo-heliocéntrico en su De revolutionibus orbium coelestium (I,10).

#### Libro IX

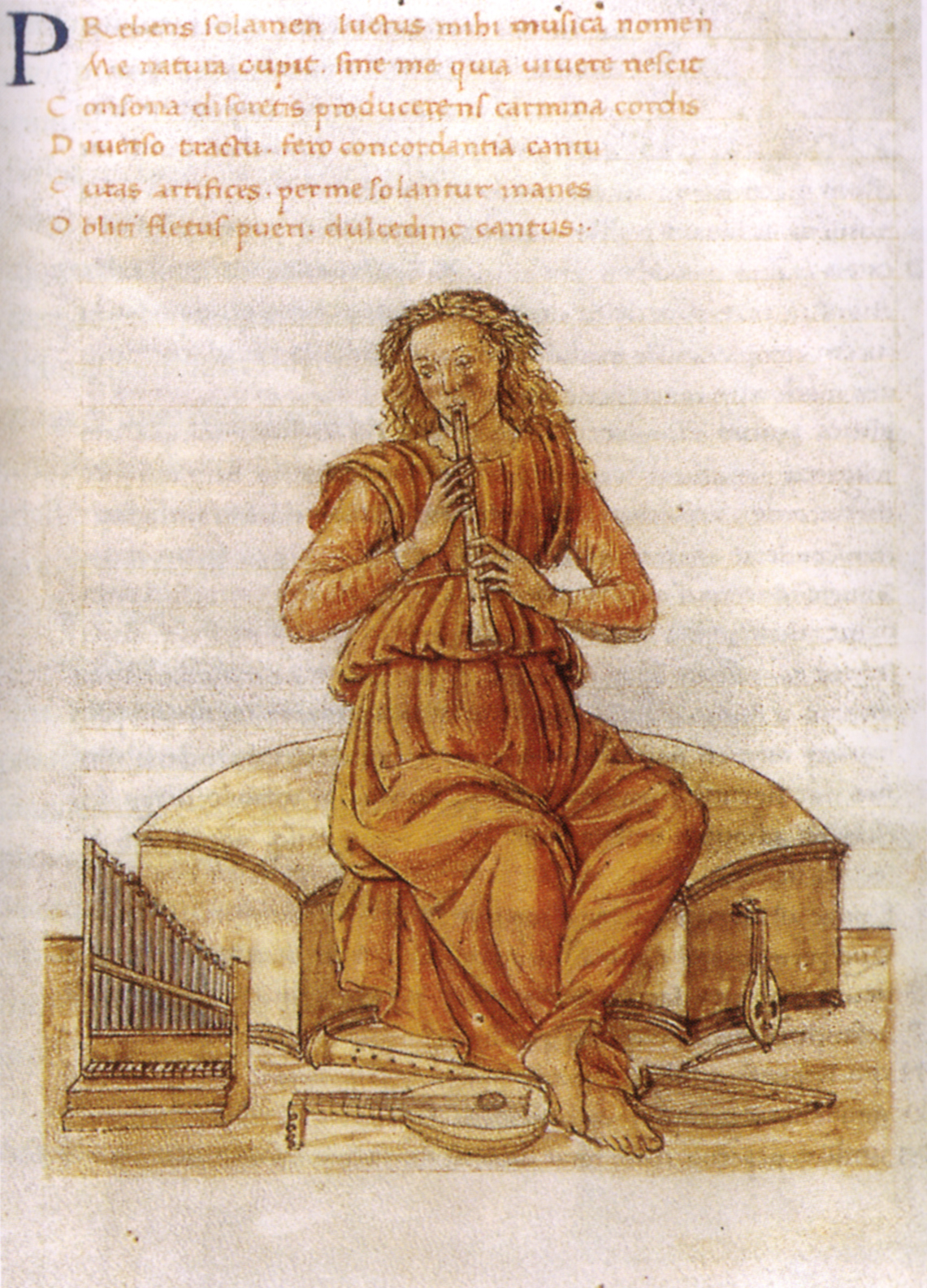
Gherardo di Giovanni del Fora, la Música (De Nuptiis)

Armonía presenta el arte de la música y de sus poderes casi místicos. Distingue entre la notación musical y los sonidos, explica las componentes de los ritmos y el sistema de ocho tonos.

### Aspectos literarios
La impresión de extrañeza a la lectura de las Nupcias de Marciano Capela proviene de su estilo marcado por la búsqueda del hápax y la variatio. Esta «prosa florida», a menudo inspirada, como destacan los comentaristas, en la de Apuleyo, y en particular en su Asno de oro, está entrecortada con pasajes versificados en los que Marciano utiliza un total de quince metros distintos con gran maestría para una época calificada tradicionalmente como «decadente».
La identificación del estilo de Marciano Capela con el género literario de la sátira menipea, que se caracteriza por la mezcla (la satura designa un tipo de ensalada con pasas y piñones): mezcla de prosa y poesía, de seriedad y de grotesco, corresponde al concepto griego de spoudogeloion (lo serio tras la risa). No es ningún azar si la inspiradora del relato es precisamente la divinidad alegórica Satura. Marciano se inscribe entonces en la línea de los autores de las sátiras menipeas junto con Varrón (Sátiras menipeas), Séneca (Apocolocyntosis divi Claudii),  Luciano de Samósata (Icaromenipea, Viaje verdadero), Petronio (Satiricón) y de Lucio Apuleyo (El asno de oro).

### Influencia del texto
A pesar de que Fulgencio de Ruspe y Gregorio de Tours lo mencionen en la antigüedad tardía, la obra no parece haber conocido una verdadera difusión antes del renacimiento carolingio. En cambio, a partir de mediados del siglo IX, las Nupcias se copian en los centros carolingios para utilización en sus escuelas. Los libros de la enciclopedia alegórica, que es la obra de Marciano Capela, serán abundantemente comentadas durante todo el Medioevo (glosas de Juan Escoto Erígena, de Martín de Laón, de Remigio de Auxerre o la traducción al alto alemán por Notker Labeo del Monasterio de Saint Gall). Posteriormente, la obra de Marciano inspirará a numerosos artistas, tanto en el dominio literario (alusiones en el Heptateukon de Thierry de Chartres, o en el Metalogicon de Juan de Salisbury, o en Dante para el motivo del viaje celeste) como en el plástico, con la popularidad de las representaciones iconográficas de las siete artes liberales durante el Alto Medioevo y Renacimiento.
No obstante su influencia de primer orden durante toda la Edad Media (en especial, en el Alto Medioevo), es en la actualidad un autor en gran parte ignorado, si se le compara a la difusión que conocen las obras de Macrobio o Boecio, los otros autores de la transmisión enciclopédica de la Antigüedad al Medioevo.

## Reconocimientos
- El cráter lunar Capella lleva este nombre en su memoria.[4]